# Rouelles
Rouelles település Franciaországban, Haute-Marne megyében. Lakosainak száma 25 fő (2022. január 1.). Rouelles Auberive, Bay-sur-Aube és Vitry-en-Montagne községekkel határos.

## Népesség
A település népessége az elmúlt években az alábbi módon változott:
| Lakosok száma | 37   | 20   | 23   | 33   | 37   | 27   | 25   | 25   | 25   | 25   |
|               | 1968 | 1982 | 1990 | 2006 | 2013 | 2015 | 2017 | 2019 | 2020 | 2022 |